# أراتا كوداما
أراتا كوداما (باليابانية: 児玉 新) (8 أكتوبر 1982 في أوساكا في اليابان – )؛ هو لاعب كرة قدم ياباني سابق كان يلعب كمدافع.

## وصلات خارجية
- أراتا كوداما على موقع رابطة كرة القدم اليابانية للمحترفين (اليابانية)
- أراتا كوداما على موقع قاعدة بيانات كرة القدم.إي يو (الإنجليزية)
- أراتا كوداما على موقع Soccerway.com (الإنجليزية)
- أراتا كوداما على موقع عالم كرة القدم.نت (الإنجليزية)
- أراتا كوداما على موقع كووورة